# Wim Lagae
Wim Lagae (Izegem, 6 mei 1964) is een Belgisch sportmarketeer.

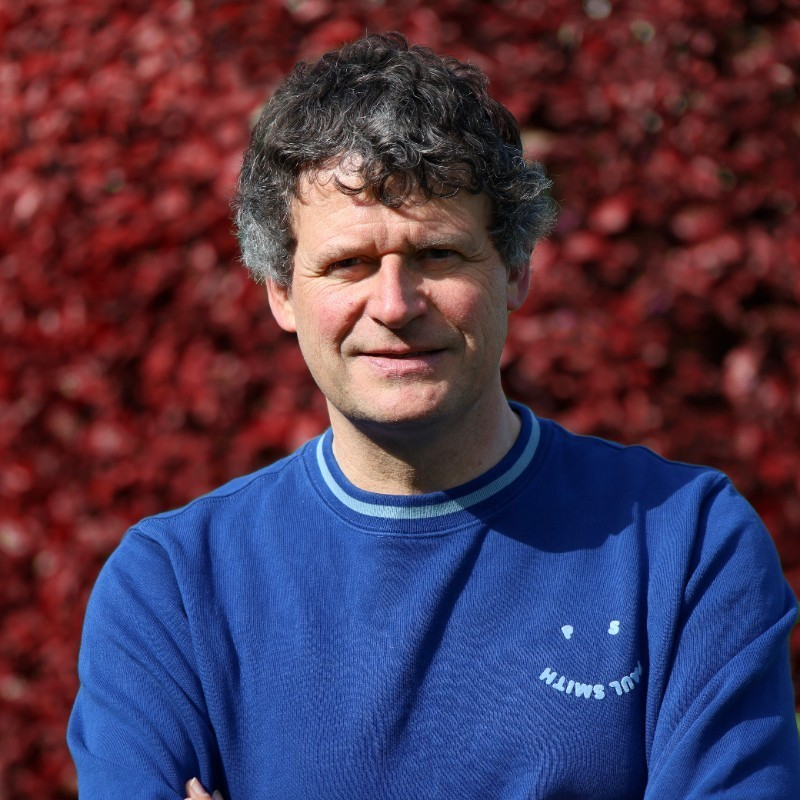
Wim Lagae

## Studies en werk
Lagae studeerde aan het Sint-Jozefscollege in Izegem en is master in de Toegepaste Economische Wetenschappen aan UFSIA. Hij doctoreerde in 1993 aan het Departement Economische Wetenschappen van de KU Leuven.
Lagae is hoogleraar aan de KU Leuven en verbonden aan de Faculteit Economie en Bedrijfswetenschappen, Campus Antwerpen en de Faculteit Bewegings- en Revalidatiewetenschappen. Hier doceert hij de vakken "Sportmarketing en Sportsponsoring" en "Marketingcommunicatie". Hij is sinds 2014 gastprofessor aan de UGent (Departement Bewegingswetenschappen).
Hij publiceerde diverse handboeken rond sportsponsoring en sportmarketingcommunicatie, gericht op studenten en professionals in Vlaanderen en Nederland. Hij publiceerde in 2021 met Koerszaken zijn eerste boek voor het brede publiek rond sportsponsoring in de wielerwereld. In de opvolger Koersdromen (2022) belicht hij het jeugd- en vrouwenwielrennen. In zijn laatste boek, Sneller Groter Gekker (2023) kijkt hij met veel verwondering en bewondering naar de, soms knotsgekke, groei van (sport)merken en sporttakken als voetbal, wielrennen, veldrijden, Formule 1, marathonlopen of triatlon.
Wim Lagae opinieert de actualiteit rond sportbusiness op VRT NWS, VTM Nieuws, Trends talk, Z-nieuws, Pickx, Focus-WTV, TVOOST, ROB-TVen RTV en in duidingsprogramma's zoals Terzake, De Zevende Dag, De Afspraak, De Markt , VRT NWS en radio 1-programma's als Voorproevers, De Ochtend, De Wereld Vandaag en Het Uur van de Waarheid. Hij wordt regelmatig geconsulteerd door Vlaamse dagbladen (De Standaard, De Tijd, De Morgen, Het Nieuwsblad en Het Laatste Nieuws) en magazines (Trends, Knack) om uiteenlopende sportbusinesstopics te belichten. Zo werkte hij mee aan een doorlichting van de financiële gezondheid van voetbalclubs in februari 2024. Nederlandse media (NPO1-Radio, Algemeen Dagblad, NRC, Trouw, Het Parool, Het Financieele Dagblad) en Franstalige media (Le Soir, Trends/Tendances) consulteren hem eveneens op regelmatige basis. 
Wim Lagae was te gast in Vive le Vélo in juli 2021 en verzorgde in 2022 mee duiding in de CANVAS-reeks Allez L’Union en in de documentaire reeks Sport/Vrouw op VRT 1.
Van zijn hand verschijnen regelmatig opiniebijdragen in De Standaard, De Morgen, De Tijd, vrtnws.be, Trends Knack, Sport en Strategie, editie Vlaanderen en SportNEXT Magazine.

## Auteur
Boeken
- 2023: Sneller Groter Gekker. Bibliodroom.[32]
- 2022: Koersdromen. Bibliodroom. ISBN 978-94-9251-581-0[9]
- 2021: Koerszaken. Bibliodroom. ISBN 978-94-9251-566-7[8]
- 2020: Winst of Verlies? De Sponsormatch. Arko Sports Media. ISBN 978-90-5472-442-1[33]
- 2018: Sportmarketingcommunicatie (3de ed.), Arko Sports Media. ISBN 978-90-5472-406-3[34]
- 2015: Sportmarketingcommunicatie (2de ed.). Arko Sports Media. ISBN 978-90-5472-319-6[35]
- 2013: Sportsponsoring activeren! Het basisboek sportsponsoring. Nieuwegein, Arko Sports Media. ISBN 978-90-5472-253-3[36]
- 2011: Sportmarketingcommunicatie. Arko Sports Media. ISBN 978-90-5472-158-1[37]
- 2008: Sportcommunicatie: tactiek en techniek. Arko Sports Media. ISBN 978-90-5472-061-4[38]
- 2006: Marketingcommunicatie in de sport (2de editie), Pearson Education Benelux. ISBN 90-430-1113-4[39]
- 2005: Sports Sponsorship and Marketing Communications. A European Perspective, Financial Times/Prentice Hall, ISBN 0-273-68706-9[40]
- 2003: Marketingcommunicatie in de sport. Pearson Education Benelux. ISBN 90-430-0701-3[41]

Boeken als co-auteur
- 2023: Samenspel. Visies op doe- en kijksport in onze samenleving.[42][43]
- 2016: Vlaanderen zwemt, fietst, loopt! Sociaalwetenschappelijk onderzoek naar de triatlon en duatlon. Academia Press.[44]
- 2011: Vlaanderen Fietst! Sociaalwetenschappelijk onderzoek naar de fietssportmarkt. Academia Press.[45]
- 1998: Ethisch beleggen: naar een doorbraak? Garant.[46]

Artikels (selecte bibliografie)
- Lagae, W. (2022). Sponsorship in professional road cycling. In: D. Van Reeth (Eds.), The economics of professional road cycling, Chapt. 4, (69-89). (2). New York: Springer. ISBN 9783031112577. doi: 10.1007/978-3-031-11258-4[47]
- Scheerder, J., Taks, M., Vanreusel, B., Lagae, W. & Renson, R. (2021), The economist who stripped professional sport of its monopoly: homage to Professor Stefan Kesenne (1950-2021), European Sport Management Quarterley, 21(4), p.463-465.[48]
- Van Der Hoeven, S., Constandt, B., Schyvinck, C., Lagae, W., Willem, A. with Willem, A. (corresp. author) (2021). The grey zone between tactics and manipulation: The normalization of match-fixing in road cycling. International Review For The Sociology Of Sport. doi: 10.1177/10126902211038414[49]
- Van Reeth, D., Lagae, W. (2018). A blueprint for the future of professional road cycling. Sport, Business and Management, 8 (2), 195-210.
- Thibaut, E., Vos, S., Lagae, W., Van Puyenbroeck, T., Scheerder, J. (2016). Partaking in cycling, at what cost? Determinants of cycling expenses. International Journal of Sport Management and Marketing, 16 (3), 221-238. doi: 10.1504/IJSMM.2016.077932 Open Access[50]
- Benijts, T., Lagae, W. (2012). Using program theory to evaluate sport league reforms: The case of professional road cycling. European Sport Management Quarterly, 12 (1), 83-109. doi: 10.1080/16184742.2011.637941[51]
- Vos, S., Breesch, D., Kesenne, S., Lagae, W., Van Hoecke, J., Vanreusel, B. & Scheerder, J. (2012), The value of human resources in non-public sports providers: the importance of volunteers in non-profit sports clubs versus professionals in for-profit fitness and health clubs, International Journal of Sports Management and Marketing, 11(1-2), p.3-25.[52]
- Benijts, T., Lagae, W., Vanclooster, B. (2011). The influence of sport leagues on the business-to-business marketing of teams: The case of professional road cycling. The Journal of Business & Industrial Marketing, 26 (8), 602-613.
- Scheerder, J., Taks, M. & Lagae, W. (2007), Teenage girls’participation in sports. An intergenerational analysis of socio-cultural predictor variables, European Journal for Sport and Society, 4(2), 133-150.[53]

## Erkenning en organisaties
- 2023: Metaforum KU Leuven, Middaggesprekken (met Daam Van Reeth), “Sponsoring in de wielersport”.[54]
- 2022: Laureaat jaarprijs Wetenschapscommuciatie Koninklijke Vlaamse Academie van België met duiding sporteconomie en -marketing rond het WK wegwielrennen in Vlaanderen[55]
- 2021: Organisatie symposium “Sociaal-economische impact van het WK wegwielrennen in Vlaanderen”, FEB KU Leuven Campus Antwerpen.[56]
- 2016: Organisator symposium “De toekomst van triatlonsport”, FEB KU Leuven Campus Antwerpen.[57]
- 2014: Organisator symposium “Staten-Generaal van het wegwielrennen in Vlaanderen”, FEB KU Leuven Campus Antwerpen.[58]
- 2012: Keynote speaker, European College of Sport Science, ECSS, Professional road cycling: a business network perspective (ECSS.tv)[59]
- 1987: Laureaat eindverhandelingen Koning Boudewijnstichting

## Video's en podcasts
Wim Lagae maakte reeds verschillende video's en podcasts voor Universiteit van Vlaanderen rond het thema sportsponsoring.
- Waarom is de Tour de France winnen niet meer belangrijk voor sponsors?
- Kunnen topvoetballers nog meer verdienen?
- Leven Belgische voetbalclubs boven hun stand?
- Wat leveren grote sportevenementen op?[60]
- Waarom verdienen vrouwelijke topsporters maar een fractie van de mannen?[61]

Wim Lagae was te gast in podcasts van Sporza Daily, De Tribune(2020,2021), De Jogclub(2020, 2021, 2022, 2023), Arrivée (2022), Het Kwartier, Radio Stelvio en Culture coated. Tijdens een lunchcauserie naar aanleiding van 125 jaar Cercle Brugge verzorgde Wim Lagae op 24 november 2023 een lezing, gecoverd op het CercleTV-kanaal:
- Het Voetbalbedrijf vanuit een andere hoek bekeken[76]

## Trivia
Wim Lagae behaalde in 2024 bij de Masters C (60+) zilver op het BK Duatlon sprint in Ocquier (6 oktober 2024) en brons op het BK Duatlon long distance in Bellegem (30 september 2024).
Hij finishte in het EK Aquabike middle distance 2023 in Menen, het WK sprint- en kwarttriatlon in Lausanne in 2019 (leeftijdsgroep 55-59) en finishte in 2016 in de langeafstandstriatlon in Almere.
Wim Lagae was tussen 1978 en 1982 een verdienstelijk jeugdwielrenner. In de plaatselijke rondes van Koerszaken deelt hij zijn belevenissen als jeugdrenner, cyclosportief coureur, tijdrijder en triatleet. In Koersdromen passeren belevingsverhalen rond zijn deelnames aan de Monstertijdrit in Almere en Lendlee Koerse, een wedstrijd die hij in 2021, 2022 en 2023 won in de leeftijdscategorie 55+.